# 何思問 (嘉靖順天舉人)
何思問（16世紀—16世紀），北直隸真定府冀州棗強縣人，明朝政治人物。

## 生平
何思問個性樸實、耿介清廉，喜怒不形於色，是嘉靖十六年（1537年）的舉人，授長沙推官，每天只吃蔬菜和米粥，人們不敢以私情干預，而判案精明，與知府張西銘合稱兩青天，調任辰州，陞刑部員外郎，外轉霍州知州有政績，舉廉能第一，擢官戶部江西司郎中後請求退休，歸鄉優游林下三十多年，九十多歲才去世。

## 引用
1. 1 2  民國《棗強縣志料·卷五·人物上》：何思問，嘉靖丁酉舉人，樸貌古心，居常恂恂，喜怒未嘗見於色，兩任司理多平反，守霍州政績懋著，大計羣吏舉廉能第一，歷戶部江西司郎中乞休，歸里優游林下踰三十年，壽過九十無一事干謁有司，清操高致足以範俗，而箕裘不續何哉 兩任司理無考，姑照舊志錄入 。
2. ↑  乾隆《長沙府志·卷二十·名宦》：何思問，棗強人，嘉靖中長沙推官，性耿介清廉，日食蔬粥，人不敢以私干之，才幹敏練，民有青天之謠，陞刑部郎。
3. ↑  乾隆《冀州志·卷十六·人物中》：何思問 右心古貌，喜怒不形，兩任司理多所平反，既守霍州，大計推廉能第一，時方倚重，翻然乞休，優游林下三十年，不干謁有司，清操高致，邑志稱焉。
4. ↑  光緒《畿輔通志·卷二百二十五·列傳三十三》：何思問，棗強人，嘉靖十六年舉人 《棗強縣志》 ，任長沙府推官，人不敢干以私，與知府張西銘齊名，有兩青天之謠 《湖南通志》 ，遷霍州，舉廉能第一，擢戶部郎中乞歸，里居三十餘年，年九十卒 《棗強縣志》 。